# Calixte Pianfetti
Pour les articles homonymes, voir Pianfetti.
Temple de la renommée français : 2009
Calixte Pianfetti (né le 14 mars 1926 à Flumet en Savoie - mort le 1er juillet 2008 à Sallanches) est un joueur français de hockey sur glace.

## Carrière de joueur
Hormis un passage de 2 saisons à Villard de Lans, il effectua toute sa carrière de joueur à Chamonix, où il remporta 9 titres de champion de France.
Défenseur pour l’équipe de France de 1950 à 1965, il en fut le capitaine pendant 9 ans, de 1955 à 1965.

## Carrière d'arbitre
Il continua sa carrière dans le hockey en tant qu'arbitre et officia notamment pendant les Jeux olympiques de Grenoble en 1968 et au cours de quatre championnats du monde. Il devient Vice-Président de la Ligue nationale des arbitres français dès sa création en 1968.

## Honneurs et distinctions
Outre ses neuf titres de champion de France, il reçut un oscar de la glace en 1959. En 2009, il est également intronisé au Temple de la renommée du hockey français.